# TightVNC
TightVNC (VNC est l'abréviation de Virtual Network Computing; TightVNC peut se traduire par Utilisation virtuelle d'un ordinateur à travers un réseau) est un logiciel permettant d'accéder à distance à un PC depuis n'importe quel ordinateur connecté à Internet et possédant un navigateur Web compatible Java ou une application cliente VNC. Cette utilisation se nomme bureau à distance.
L'avantage d'utiliser un navigateur Web est d'éviter d'installer l'application cliente directement sur le PC de l'utilisateur et ainsi de permettre à l'utilisateur de se connecter depuis de très nombreux systèmes d'exploitation.

## Utilisation
TightVNC permet de prendre le contrôle à distance (ou prise de main) d'un autre ordinateur en utilisant un réseau, par exemple Internet. Le poste distant est présenté dans une fenêtre sur le poste client, c'est une présentation dite graphique par opposition aux outils de prise de main à distance en mode texte. Plusieurs personnes, via le logiciel client appelé Visionneuse TightVNC, peuvent voir ce qui se passe sur un autre ordinateur sur lequel s'exécute le logiciel serveur.
TightVNC permet de prendre le contrôle de la souris et du clavier pour opérer sur le poste distant.
TightVNC est un logiciel libre, il dispose de nombreux tutoriels pour permettre une bonne utilisation.
Un ordinateur avec un processeur (CPU) cadencé à 300 MHz et une connexion à un réseau suffisent à utiliser efficacement TightVNC. En termes de connaissances informatiques, il n'est pas nécessaire d'être un spécialiste réseau pour utiliser ce type de logiciel.
L'installation de TightVNC est simple à réaliser pour un débutant en informatique.
Il existe une version du client pour clé USB U3.